# Eucalyptus deglupta
Eucalyptus deglupta är en myrtenväxtart som beskrevs av Carl Ludwig von Blume. Eucalyptus deglupta ingår i släktet Eucalyptus och familjen myrtenväxter. Inga underarter finns listade i Catalogue of Life.

## Bildgalleri

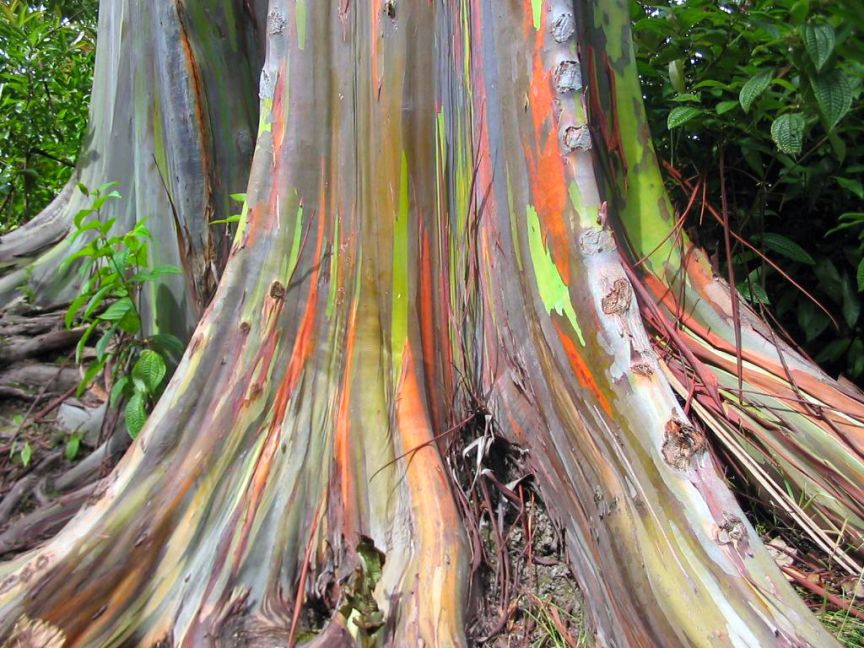
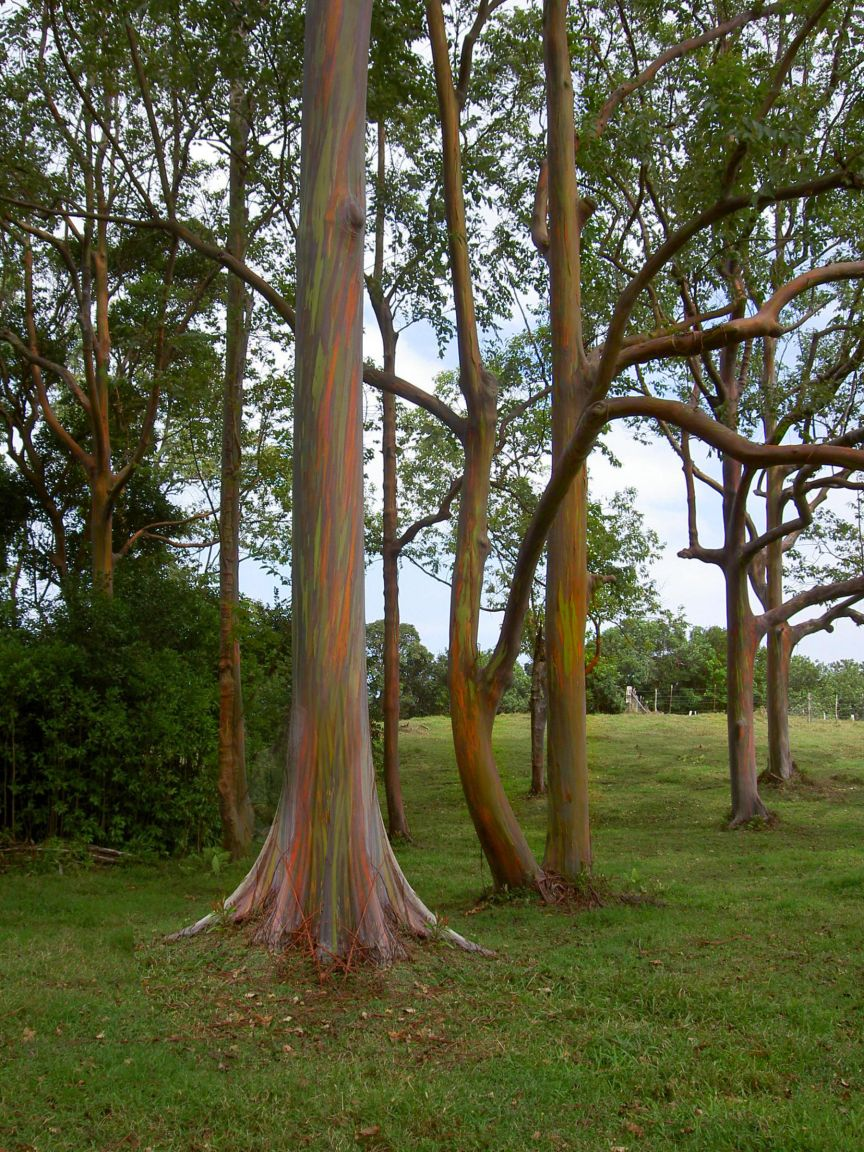
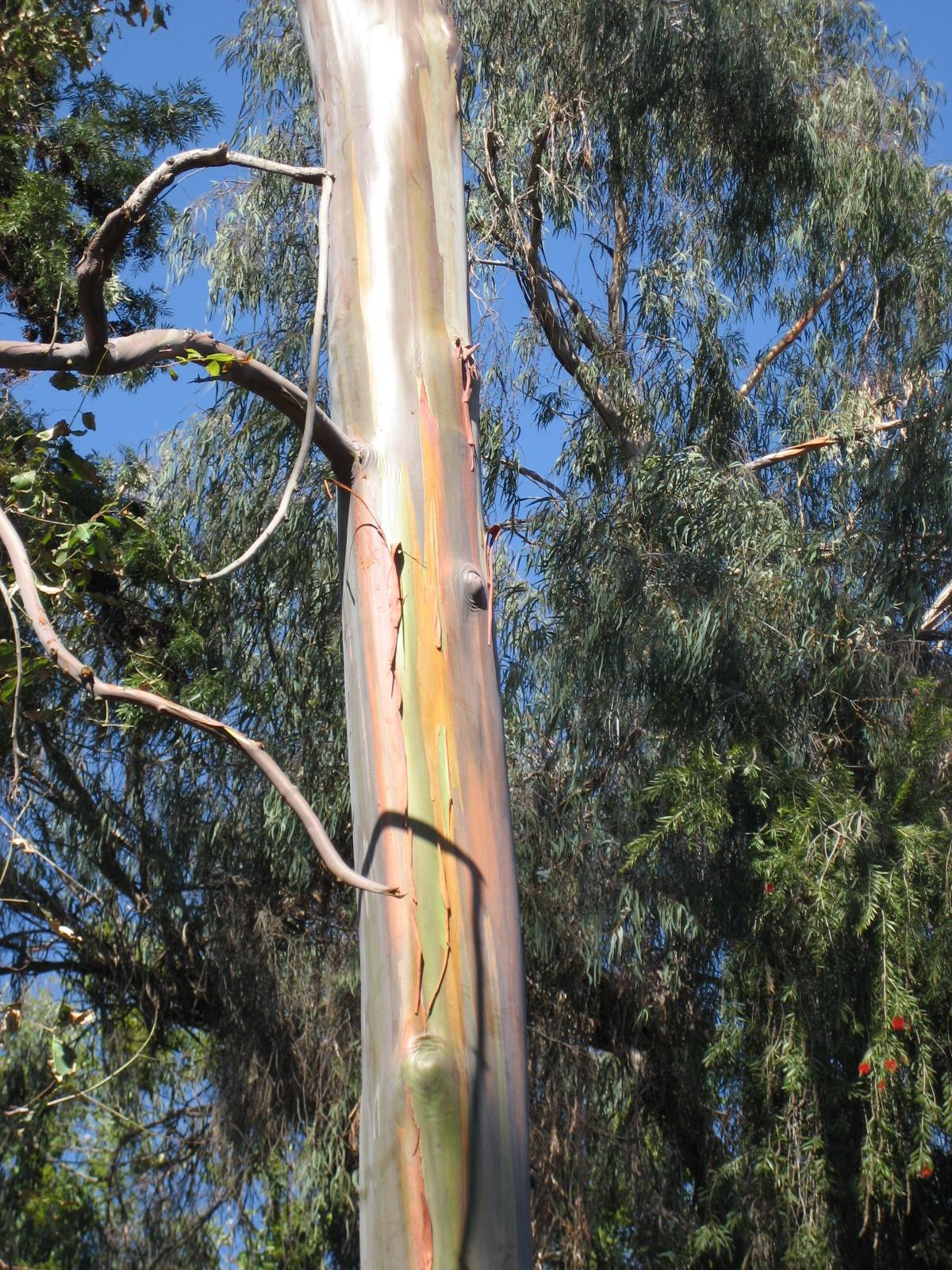
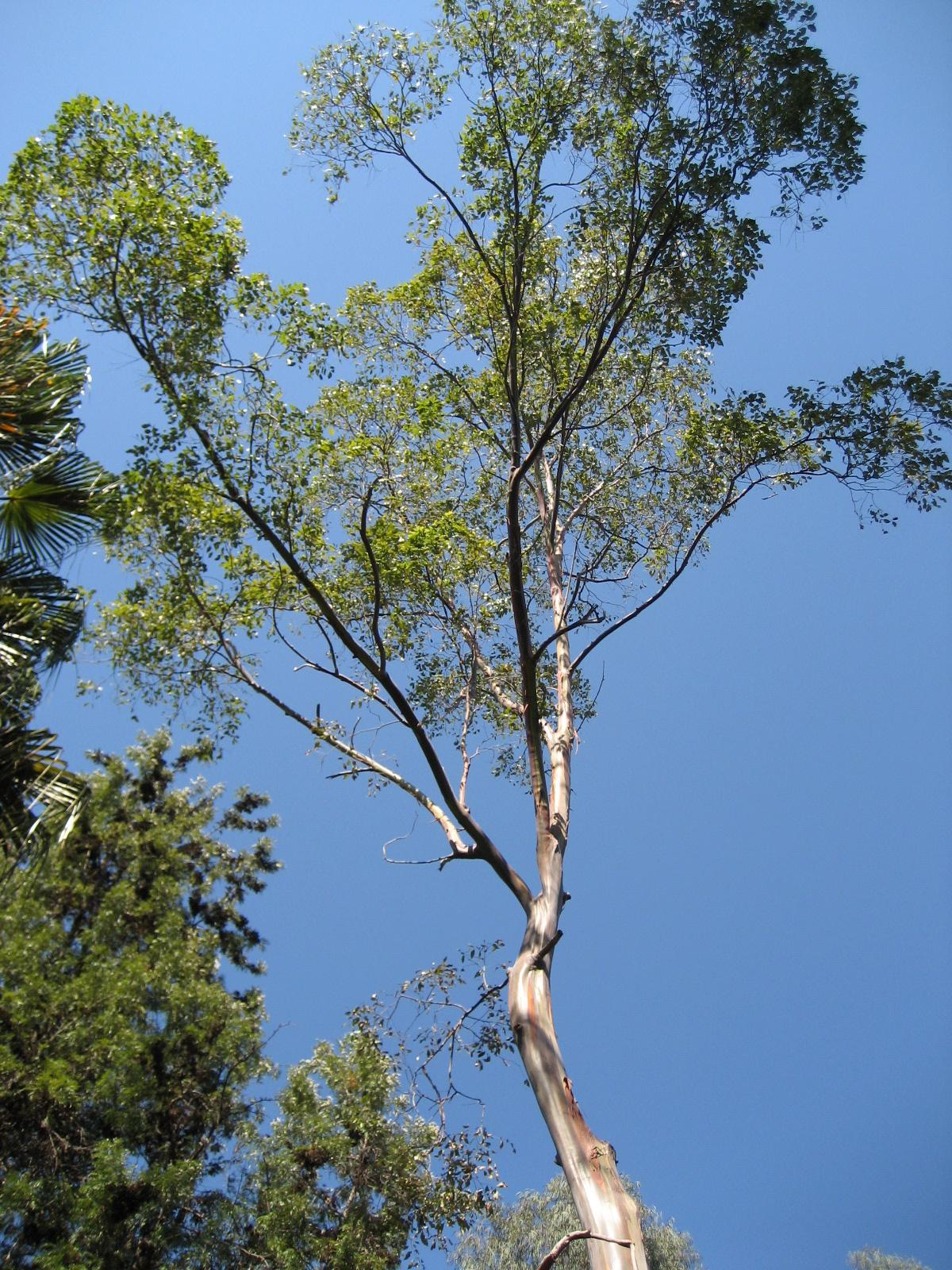
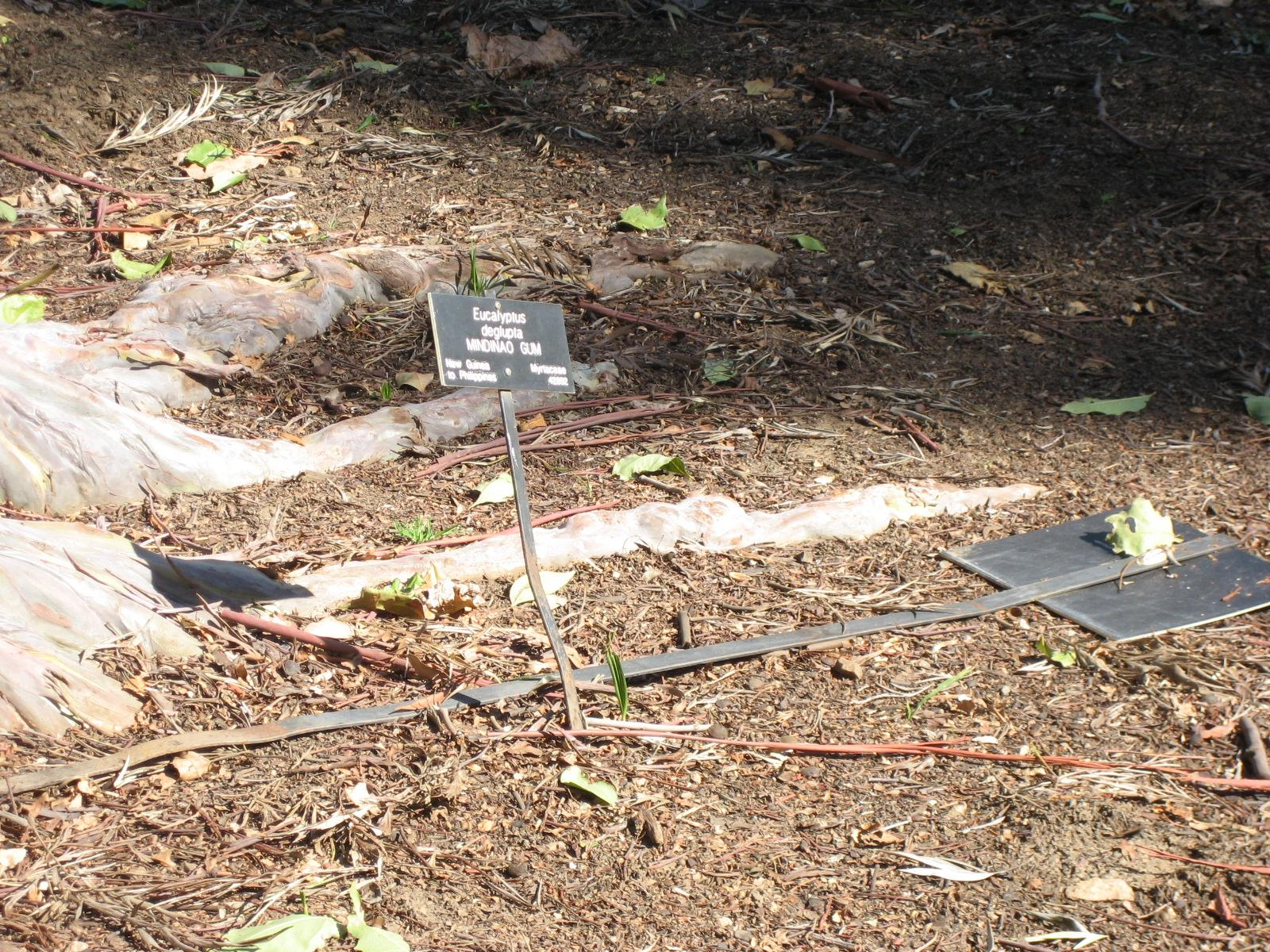
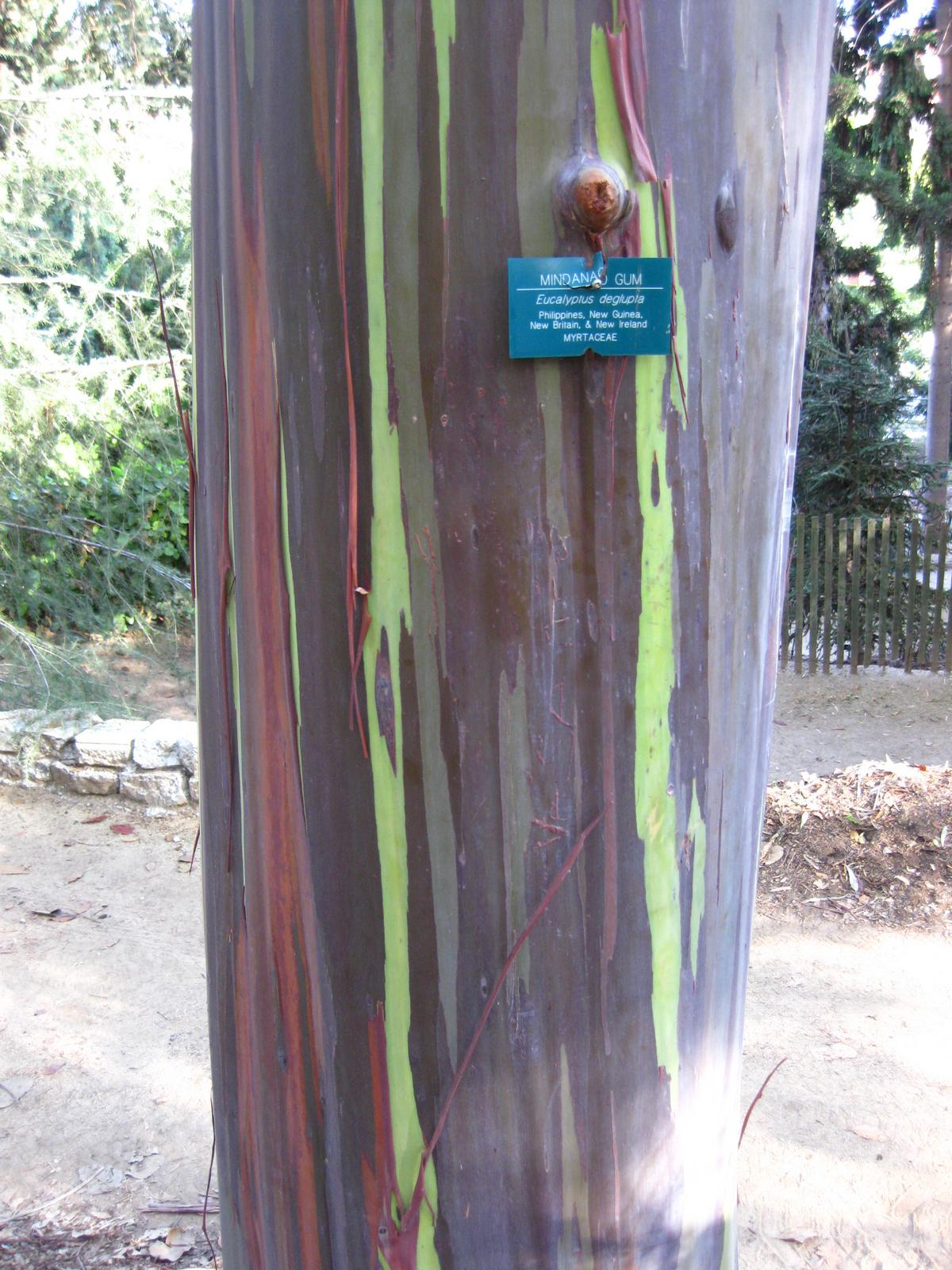